# Palatalni lateralni aproksimant
Palatalni lateralni aproksimant suglasnik je koji postoji u nekim jezicima, a u međunarodnoj fonetskoj abecedi za njega se koristi simbolom [ʎ]. Simbol se ne treba brkati s grčkim slovom λ (lambda).
Glas postoji u standardnom hrvatskom i nekim narječjima; suvremeni pravopis hrvatskog jezika koristi dvoslov lj, (vidjeti slovo lj).
Karakteristike su:
- po načinu tvorbe jest aproksimant
- po mjestu tvorbe jest palatalni suglasnik
- po zvučnosti jest zvučan
- to je lateralni suglasnik (zrak struji stranom jezika, a ne sredinom).

Glas se nalazi u 4,4 % svih jezika zabilježenih u bazi podataka UPSID, primjerice u baskijskom, nekim turkijskim jezicima i romanskim jezicima kao što su talijanski i španjolski.

## Vanjske poveznice
- UCLA Phonological Segment Inventory Database (UPSID)(eng.)